# زيمبابوي
زيمبابوي (بالإنجليزية: Zimbabwe) ورسميًا جمهورية زيمبابوي (بالإنجليزية: Republic of Zimbabwe)، دولة إفريقية، كانت تعرف باسم روديسيا الجنوبية حين كانت مستعمرة بريطانية، والتي أعلن إيان سميث زعيم الأقلية البيضاء انفصالها واستقلالها عن بريطانيا في سنة 1965. وقد أثارث سياسة سميث العنصرية غضب المجتمع الدولي، فأعلنت دول عديدة مقاطعة روديسيا اقتصاديًا وفرضت الأمم المتحدة مقاطعة اقتصادية على حكومة سميث، ونتج عن السياسة العنصرية التي اتبعتها الأقلية البيضاء تأييد عالمي لجبهة تحرير زيمبابوي، بزعامة موغابي وجوشوا نكومو وأخيرًا نالت روديسيا إستقلالها تحت حكم الأغلبية الأفريقية، وعرفت بجمهورية زيمبابوي.
النشيد الوطني لزيمبابوي هو "ارفع علم زيمبابوي" (شونا: Simudzai Mureza wedu WeZimbabwe؛ شمال نديبيلي: Kalibusiswe Ilizwe leZimbabwe). تم تقديمها في مارس 1994 بعد مسابقة وطنية لتحل محل Ishe Komborera Africa كأغنية زيمبابوية مميزة. كانت المشاركة الفائزة عبارة عن أغنية كتبها البروفيسور سولومون موتسوايرو وألحانها فريد تشانغونديجا. وقد تُرجم إلى اللغات الثلاث الرئيسية في زيمبابوي.

## أصل التسمية
يُستد اسم زيمبابوي الحالي على اسم قديم بلغة الشونا لمدينة خربة قديمة في زيمبابوي العظمى، وهي مدينة لا تزال موجودة كمحمية في جنوب شرق البلاد. هناك مدرستان حول اسم البلاد، الأولى تدعمها مصادر مختلفة تقول أن الاسم الحالي مشتق من دزيمبا-دزا-مابوي؛ تترجم بحسب لهجة كارنجا «بيوت كبيرة من الحجر»، ودزيمبا هي جمع كلمة إمبا بمعنى بيت، وكلمة مابوي جمع بِوي بمعنى الحجر.

## جغرافيا

خريطة زيمبابوي.

خريطة تصنيف كوبن للمناخ في زيمبابوي.

زيمبابوي بلد غير ساحلي في جنوب قارة أفريقيا، وتقع فلكياً بين خطي عرض 15° و 23° جنوباً، وخطّي طول 25° و 34° شرقاً. تظهر التضاريس العامة للبلاد بشكل عام مرتفعة عن سطح البحر في معظم مناطقها، خاصة الهضبة الوسطى التي تمتد من الجنوب الغربي إلى الشمال الغربي على ارتفاعات تتراوح بين 1,200 و 1,600 متر. تظهر المرتفعات الجبلية في شرق البلاد مع وجود أعلى نقطة بها وهي قمة جبل نيانجاني الذي يبلغ ارتفاعه 2,592 متر. ويظهر في 20% من مساحة زيمبابوي واحات منخفضة تحت 900 متر تحت سطح البحر حيث تقع شلالات فيكتوريا، وهي واحدة من أكبر شلالات العالم، وتقع شمال غرب البلاد كجزء من نهر الزمبيزي. المناخ العام في زيمبابوي هو المناخ الاستوائي مع بداية موسم الأمطار من أواخر شهر أكتوبر حتى شهر مارس، ويعتدل المُناخ بشكل عام في المناطق المرتفعة، وبشكل عام تواجه زيمبابوي حالات من الجفاف المتكررة؛ وتهب العواصف الشديدة على أنحاء البلاد.

### النباتات والحيوانات

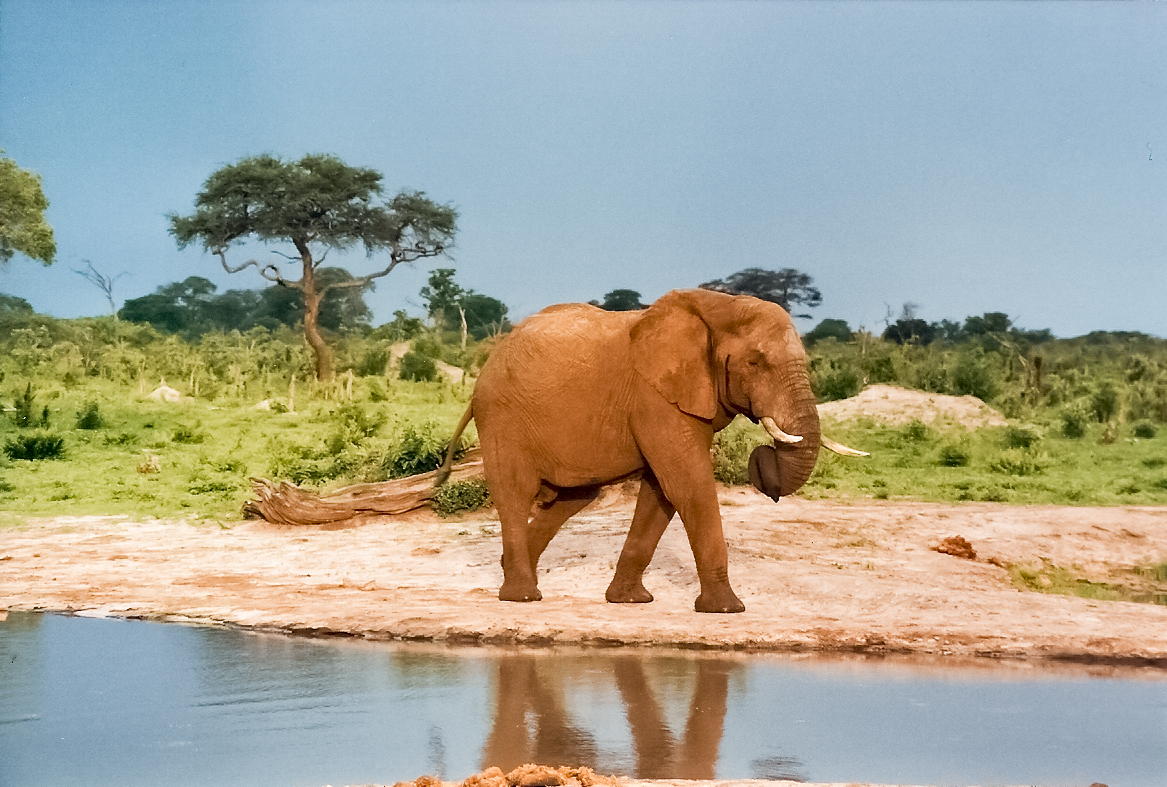
فيل في حديقة هوانجي الوطنية.

تقع معظم زيمبابوي في نطاق السافانا، إلا في مناطق من شرق البلاد ذات المناخ الرطب الجبلي الذي يظهر فيها نباتات استوائية دائمة الخضرة وغابات من الخشب الصلد كأشجار الماههوجني والساج والباوباب والمساسا والكنوبثورن، ومن الشجيرات والزهور مثل الكركديه وزنبق النكبوت والقرفة.
هناك حوالي 350 نوعاً من الثدييات في زيمبابوي. هناك أيضاً العديد من الثعابين والسحالي وأكثر من 500 نوعاً من الطيور، و 131 نوع من الأسماك.

### القضايا البيئية
تغطي الغابات أجزاء كبيرة من زيمبابوي التي توفر حياة برية جيدة. ولكن مع تفشي الفقر بين السكان والنمو السكاني المتزايد ونقص الوقود مما أدى إلى إزالة الغابات على نطاق واسع بجانب انتشار الصيد الجائر غير المشروع مما ساهم في تقلص مساحة الحياة البريّة في البلاد وتآكل وتدهور الأراضي مما قلّلت من نسبة التربة الخصبة الصالحة للزراعة.
تعتمد زيمبابوي على الطاقة الكهرومائية كمصدر أساسي للطاقة، ولذلك تعتمد اعتماداً كبيراً على موزمبيق المجاورة ودول مجاورة أخرى، ولكن بسبب تراكم الديون على زيمبابوي؛ خفضت موزمبيق حجم التيار الكهربائي الواصل منها إلى زيمبابوي، ليبدأ بعد ذلك توفير الكهرباء للمناطق الحضرية فقط لمدة ثلاثة أيام من كل أسبوع، وبالتالي زادت نسبة إزالة الغابات من قِبَل السكان لاستخدامهم الخشب والحطب كوقود بجانب عدم وجود كهرباء من الأساس في المناطق الريفية قبل ظهور هذه المشكلة. وعلى الرغم من كل هذا، صُنفت زيمبابوي بجانب مالطا على أنهما من أفضل البلدان من حيث المناخ المناسب للعيش من قِبل الإنسان.

## التاريخ

### بعد تولي الأغلبية السوداء الحكم
بعد انهيار نظام إيان سميث العنصري وتولي الأغلبية السوداء الحكم من خلال ائتلاف حزبي زانو بزعامة روبرت موغابي وزابو بزعامة الزعيم الوطني الراحل جوشوا نكومي أفرز حالاً غير مسبوقة من الاحتقان ترافقت مع سوء الإدارة وتعثر المصالحة الوطنية أثر استئثار حزب زانو بالحكم ما أنتج في النهاية نظام الحزب الواحد.
من القرارات التي اتخذها التخلص من المزارعين البيض وإعطاء المزارع لأفريقيين، وبلغ التضخم المالي 1600 بالمائة.

## التقسيمات الإدارية

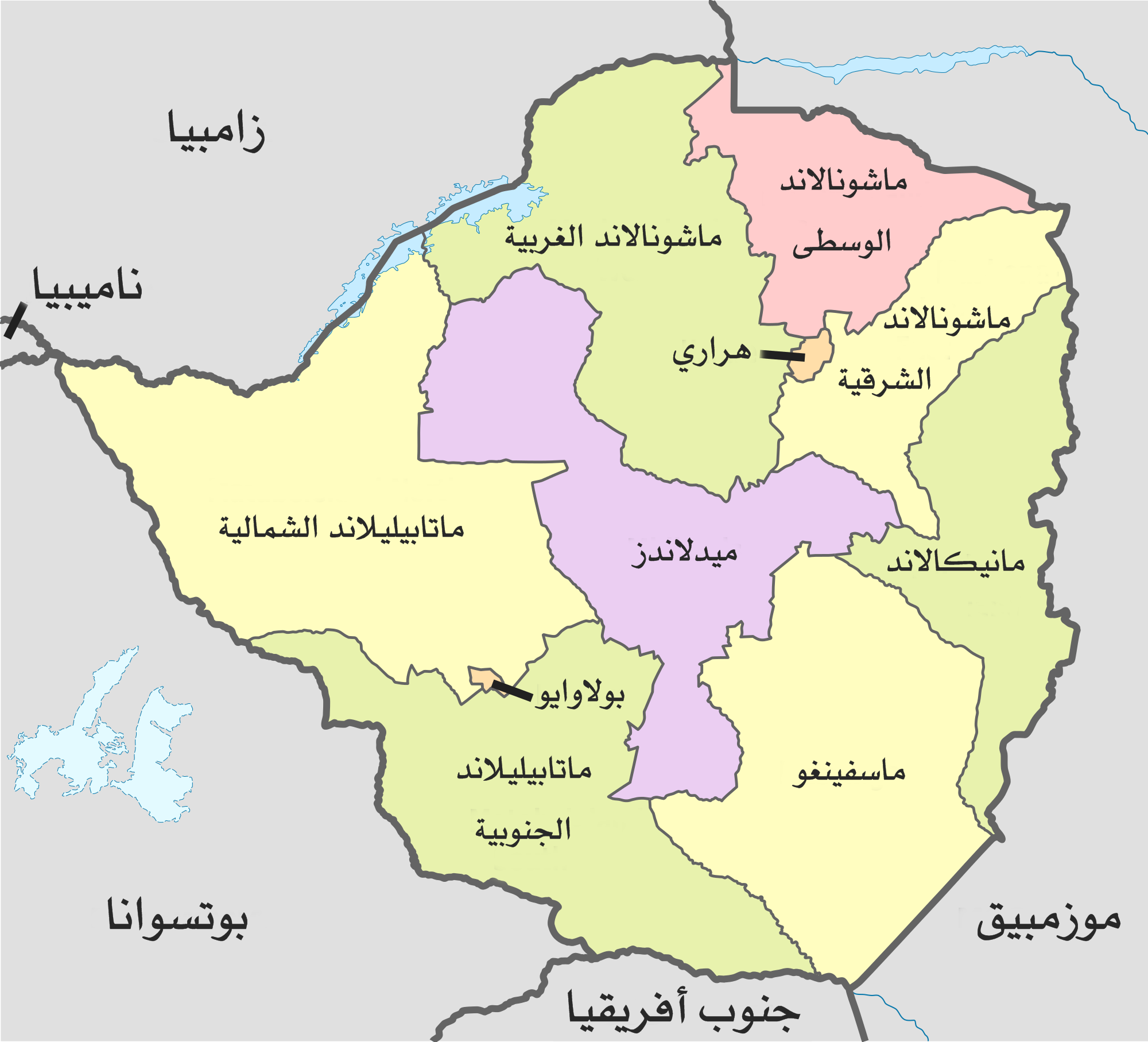
مقاطعات زيمبابوي.

زيمبابوي لديها حكومة مركزية في العاصمة هراري، وتنقسم البلاد إدارياً إلى 8 مقاطعات، ومدينتين في وضع المقاطعات لأغراض إدارية. كل مقاطعة لديها عاصمة يتخذ منها القرار الخاص بالمقاطعة باسم الدولة.
| المقاطعة              | العاصمة     |
| --------------------- | ----------- |
| بولاوايو              | بولاوايو    |
| هراري                 | هراري       |
| مانيكالاند            | موتاري      |
| ماشونالاند الوسطى     | بيندورا     |
| ماشونالاند الشرقية    | مارونديرا   |
| ماشونالاند الغربية    | تشينهوي     |
| ماسفينغو              | ماسفينغو    |
| ماتابيليلاند الشمالية | منطقة لوبان |
| ماتابيليلاند الجنوبية | غواندا      |
| ميدلاندز              | غويرو       |

## الاقتصاد
ينصبّ على حرفتي الزراعة والرعي ويعمل بالزراعة 69% من القوة العاملة، وأبرز الحاصلات الزراعية الذرة والقمح والأرز، ومن الحاصلات النقدية القطن وقصب السكر. ولقد قام الأوروبيون بزراعة غلّات تجارية جديدة، وتُربّى قطعان الماشية على حشائش السافانا، ولزيمبابوي شهرة في إنتاج النحاس وبلغ إنتاجها في سنة 1980 من النحاس (27 ألف طن) ومن خام النيكل (15ألف طن) والذهب (367 كيلو غراماً) والكروم (553 ألف طن). وكانت تسيطر الأقلية البيضاء على أخصب الأراضي والمناجم وتُربّى ثروة حيوانية لابأس بها. وقُدّرت ثروة البلاد الحيوانية في سنة 1988 بحوالي 5,7 مليون بقرة، 580 ألف رأسٍ من الأغنام و 165 ألف رأس من الماعز.
أخذت بعض الصناعات الحديثة تأخد مكانها في زيمبابوي، خصوصاً بعد بناء سد كاريبا، فظهرت بعض الصناعات التحويلية، والصناعات الغذائية والحديد والصلب وغزل ونسج القطن وصناعته. وتنتشر الصناعة على طول الخط الحديدي من بولاويو إلى سالسبوري.
احتلت زيمبابوي المركز 117 في مؤشر الابتكار العالمي عام 2023 بتراجعٍ من المركز 107 عام 2022، وتراجعت إلى المركز 118 في مؤشر عام 2024.

## التركيبة السكانية

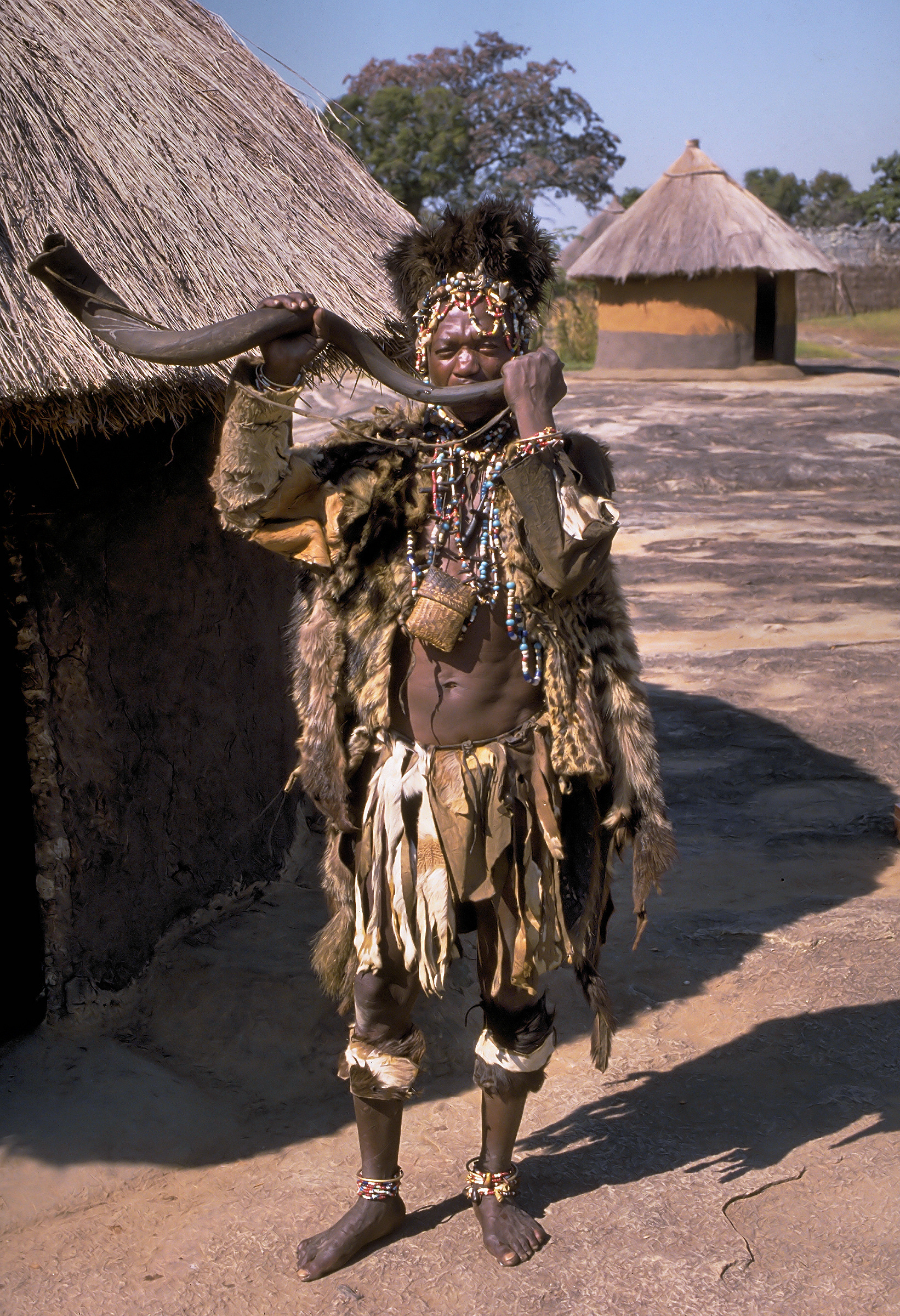
معالج محلي من الشونا. جدير بالذكر أن 70% من السكان هم من الشونا.

يبلغ عدد سكان زيمبابوي حوالي 12 مليون نسمة عام 2008. ووفقاً لمنظمة الأمم المتحدة للصحة العالمية، فإن متوسط العمر المتوقع للرجال 37 عاماً، ومتوسط العمر المتوقع للنساء 34 عاماً، وهو يُعد أدنى مستوى في العالم بحسب عام 2006. وقد تقدمت جمعية الأطباء في زيمبابوي لدعوة الرئيس روبرت موغابي لاتخاذ خطوات حاسمة للمساعدة في الرقي بالخدمات الصحية المتداعي. ويقدر معدل الإصابة بفيروس العوز المناعي البشري في زيمبابوي لتكون 14% للأشخاص الذين تتراوح أعمارهم بين 15 و 49 عاماً بحسب إحصاءات عام 2009. منظمة اليونسكو سجلت انخفاضاً ملحوظاً في انتشار هذا الفيروس بين النساء الحوامل من 26% في عام 2002 إلى 21% في عام 2004.
يعتنق نحو 85% من سكان البلاد المسيحية، منهم 62% يحضرون الشعائر الدينية بانتظام. أكبر الكنائس المسيحية في البلاد هي التابعة لطوائف: الكنيسة الإنجيلية والروم الكاثوليك والأدفنتست السبتيين والكنيسة الميثودية. وكما هو الحال في العديد من البلدان الأفريقية؛ الديانة المسيحية قد تكون مختلطة في عقائدها مع المعتقدات المحلية التقليدية. ويأتي في المرتبة الثانية بعد المسيحية أتباع عبادة الأسلاف، وهو دين آخر غير المسيحية يعتمد على الشفاعة الروحية للأحياء من قِبل الأموات من الآباء والأجداد. في المرتبة الثالثة يظهر الإسلام بنسبة 1% تقريباً من جملة السكان.
تشكل البانتو المجموعة العرقية الأكبر في البلاد بنسبة 98% من جملة السكان، غالبيتهم من الشونا بنسبة 70%، يليها النديبيلي بنسبة 20% من السكان. وينحدر الندبيلي من الزولو نتيجة هجراتهم في القرن التاسع عشر وتزواجهم من القبائل الأخرى، وجدير بالذكر أن ما يقرب من مليون نسمة من النديبيلي قد غادروا البلاد خلال الخمس سنوات الماضية إلى جنوب أفريقيا المجاورة. المجموعات السكانية الأخرى من البانتو المكونة لسكان البلاد هم من الفندا والتونغا والشانغان والكالانغا والسوتو والندو والنامبيا، وهم يشكّلون من 2% إلى 5% من جملة السكان.
تشمل الأقلية البيضاء أقل من 1% من سكان زيمبابوي، ومعظم الزيمبابويين البيض من أصل بريطاني، ولكن بجانبهم تظهر العرقيات الأفريكانية واليونانية والبرتغالية والفرنسية والهولندية. انخفض السكان البيض بشكل كبير، فقد بلغ عددهم حوالي 278,000 نسمة بنسبة 4.3% من السكان عام 1975، وتقلص عددهم إلى حوالي 120,000 في عام 1999، وقُدِّر أن عددهم حوالي من 50,000 بقليل في عام 2002، ويفترض أن عددهم قل عن ذلك بكثير. وقد تعددت مقاصد الهجرة لهؤلاء، خاصة إلى المملكة المتحدة (يقدر عدد البريطانيين بين 200,000 و 500,000 نسمة ولودوا في روديسيا أو زيمبابوي) وجنوب أفريقيا وبوتسوانا وزامبيا وكندا وأستراليا ونيوزيلندا، وتتوزع نسبة 1% الباقية على عرقيات مختلفة، منهم 0.5% من السكان من مختلف الجماعات العرقية الآسيوية، والـ0.5% الأخرى معظمهم من ذوي الأصول الهندية والصينية.

### اللغة
اللغات الرئيسية في زيمبابوي هي الإنجليزية والشونا والسينديبيلي، على الرغم من أن الإنجليزية هي اللغة الرسمية، فيتحدث بها أقل من 2.5% من جملة السكان، وهي اللغة الرسمية للأقليات خاصة البيض والعرقيات الأخرى المختلطة. بقية السكان يتحدثون لغات البانتو مثل لغة الشونا بنسبة 70% من جملة السكان، والمتحدثين بلغة السينديبيلي بنسبة 20%، وهناك لغات أخرى للأقليات مثل لغة الفندا والتسونجا والشانجان والكالانغا والسوتو والندو والنامبيا. جدير بالذكر أن لغة الشونا لها تقليدها الشفوي الغني الخاص بها، وكانت أول رواية صدرت بهذه اللغة باسم فيسو (FESO) للكاتب سلومون موتسوايرو؛ والتي نشرت عام 1956. يتحدث السكان الإنجليزية بشكل أساسي في المدن، ويقل ذلك خارج المدن. وأخبار الإذاعة والتليفزيون المحلي يتم بثه بثلاثة لغات: الشونا والسينديبيلي والإنجليزية.

### أزمة اللاجئين
أدى الانهيار الاقتصادي والتدابير السياسية القمعية في زيمبابوي إلى تدفق اللاجئين من المواطنين إلى البلدان المجاورة. ويقدر عدد اللاجئين بنحو 3.4 مليون زيمبابوي -أي بما يساوي ربع السكان- فروا إلى الخارج بحلول منتصف عام 2007. لجأ 3 ملايين منهم إلى جنوب أفريقيا وبوتسوانا.
وبصرف النظر عن الأشخاص الذين فرّوا إلى البلدان المجاورة، هناك ما يصل إلى مليون نسمة مشردين داخل البلاد. حتى الآن لا يوجد مسح شامل دقيق للوضع الحالي، لكن الأرقام الأوليّة متوفرة:
| مسح                       | رقم         | تاريخ | مصدر                              |
| ------------------------- | ----------- | ----- | --------------------------------- |
| المسح الاستقصائي الوطني   | 880–960,000 | 2007  | لجنة تقييم أوجه الضعف في زيمبابوي |
| عمال المزارع السابقين     | 1,000,000   | 2008  | برنامج الأمم المتحدة الإنمائي     |
| ضحايا عملية مورامباتسفينا | 570,000     | 2005  | الأمم المتحدة                     |
| نازحين بسبب العنف السياسي | 36,000      | 2008  | الأمم المتحدة                     |

لا تشمل المسوحات أعلاه النازحين بسبب عملية تشيكوروكوزا تشابيرا أو المستفيدين من برنامج الإصلاح الزراعي السريع.

## الصحة

انتشار وباء الكوليرا في زيمبابوي.

منذ استقلال البلاد عن بريطانيا، وقد انعكست سياسات عدم المساواة العرقية في أنماط الأمراض في الأغلبية السوداء. ففي السنوات الخمس الأولى بعد الاستقلال شهدت مكاسب سريعة في مجالات مثل التحصين، والوصول إلى الرعاية الصحية، ومعدل انتشار وسائل منع الحمل. وهكذا اعتبرت زيمبابوي أنها حققت رقماً قياسياً جيداً على الصعيد الدولي في مجال التنمية الصحية. البلاد عانت من تفشي عدد من الأمراض الحادة (مثل الطاعون في عام 1994). وقد انخفضت مكاسب التنمية الصحية التي كانت متوقعة بسبب التكيف الهيكلي في عقد التسعينات، وذلك أثر تفشي وباء فيروس العوز المناعي البشري وتفشي الإيدز والأزمة الاقتصادية التي بدأت منذ عام 2000. زيمبابوي تعد الآن من البلدان التي لديها أعمار سكانها من أقل الأعمار المتوقعة على الأرض (44 عاماً للرجال و 43 عاماً للنساء)، وذلك نزولاً من 60 عاماً لكل منهما عام 1990. وقد أرجع الانخفاض السريع أساساً لتفشي وبائي فيروس العوز المناعي البشري والإيدز. ولذلك ارتفع معدل وفيات الرضع من 5.9% في أواخر عقد التسعينات من القرن العشرين إلى 12.3% بحلول عام 2004.
النظام الصحي في زيمبابوي يُعد منهاراً. ففي نهاية شهر نوفمبر 2008 تم إغلاق ثلاثة من أربعة مستشفيات رئيسية في زيمبابوي بجانب إغلاق كلية زيمبابوي الطبية، والمستشفى الرئيسي الرابع الذي لم يُغلق به فقط جناحين للمرضى ولا توجد به غرف عمليات مفعلّة. وبسبب التضخم المفرط وانهيار اقتصاد البلاد، أصبحت المستشفيات الباقية لا تستطيع العمل بشكل جيد بسبب عدم توفر الأدوية الأساسية للمرضى. وكذلك قد ساهمت الأزمة السياسية والاقتصادية أيضاً إلى هجرة الأطباء والناس من ذوي المعرفة بالطب من البلاد.
في أغسطس عام 2008، تفشى مرض الكوليرا في مناطق واسعة من زيمبابوي، وبحلول ديسمبر من نفس العام أصيب أكثر من 10,000 شخص بالعدوى في كل مقاطعات زيمبابوي -باستثناء مقاطعة واحدة-، وانتشر الوباء كذلك في بلدان بوتسوانا وموزمبيق وجنوب أفريقيا وزامبيا المحاطين بزيمبابوي. وفي 4 ديسمبر 2008، أعلنت حكومة زيمبابوي حالة الطوارئ وطلبت معونة دولية للمساعدة في القضاء على الوباء. وقد قدّرت منظمة الصحة العالمية في 9 مارس عام 2009 أن 4,011 شخصاً قد انتقل إليهم العدوى عن طريق المياه منذ بدء انتشار المرض في أغسطس 2008، وبلغ إجمالي عدد الحالات التي سُجلت إلى 89,018 نسمة. وفي العاصمة هراري، عرض مجلس المدينة قبوراً مجانية لضحايا الكوليرا. وبمرور الوقت شهدت البلاد تراجع ملحوظ في تفشي المرض، وذلك بظهور حوالي 4,000 حالة أسبوعياً أي بتراجع 50% عمّا سبق.

### الرعاية الصحية للأم والطفل
في يونيو 2011، أصدر صندوق الأمم المتحدة للسكان تقرير عن حالة القابلات في العالم. وكانت تحتوي على بيانات جديدة عن القوى العاملة للقابلات والسياسات المتصلة بوفيات الأطفال حديثي الولادة والأمهات في 58 دولة. معدل وفيات الأمهات في زيمبابوي عام 2010 هو 790 حالة وفاة مقابل كل 100,000 حالة ولادة. ويقارن هذا مع معدل عام 2006 الذي كان 624.3 حالة وفاة و 231.8 حالة وفاة في عام 1990. معدل وفيات الأطفال دون الخمس سنوات هو 93 حالة وفاة لكل 1,000 طفل. والهدف من هذا التقرير هو تسليط الضوء على الطرق التي يمكن بها تحقيق الأهداف الإنمائية، ولا سيما هدف «تخفيض معدل وفيات الأطفال»، وهدف «تحسين صحة الأمهات». لا توجد معلومات دقيقة عن توفر عدد القابلات لكل 1,000 ولادة لأطفال أحياء، ويُقدّر خطر الوفاة بالنسبة للنساء الحوامل بنسبة 1 حالة وفاة لكل 42 امرأة حامل.

## التعليم

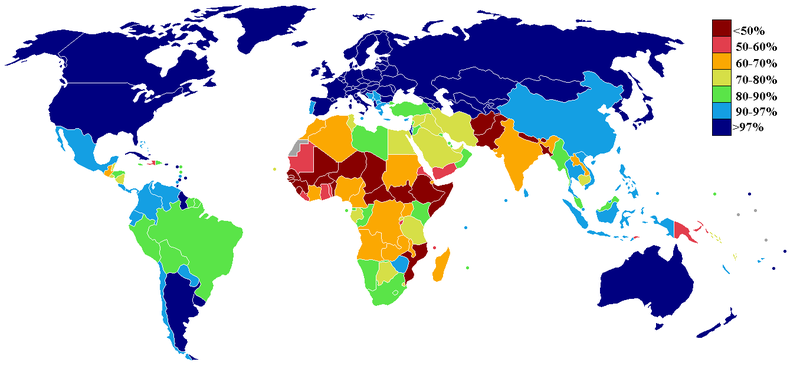
90% معدل محو أمية الكبار في زيمبابوي، وهو من بين أعلى المعدلات في أفريقيا.

زيمبابوي لديها معدل عالي وسط البالغين الذين يعرفون القراءة والكتابة للبالغين بنسبة أكثر من 90%، وهي من بين أعلى المعدلات في أفريقيا.Zimbabwe Country Assistance Evaluation البنك الدولي بي دي إف  (344 KB)</ref> ومنذ عام 1995 كان معدل محو أمية الكبار في زيمبابوي قد انخفضت بشكل مطرد، وفي هذا الاتجاه تتقاسمها مع بلدان أفريقية أخرى. وفي عام 2010، وجد برنامج الأمم المتحدة الإنمائي أن معدل معرفة القراءة والكتابة في زيمبابوي قد قفز إلى أعلى مستوى إلى 92%، وهي أعلى معدل في أفريقيا. وقد ذكرت وزارة التعليم أن حوالي 20,000 معلم قد غادروا زيمبابوي منذ عام 2007، وأن نصف الأطفال في زيمبابوي لم يحرزوا أي تقدم تعليمي بعد المرحلة الابتدائية.
سكان زيمبابوي الأثرياء غالباً ما يرسلون أطفالهم إلى مدارس خاصة يُدفع لها رسوم باهظة، على عكس المدارس الحكومية التي يتم دعمها من قبل الدولة ويرتادها أغلب أطفال البلاد. وكان التعليم مجاناً عام 1980، ولكن منذ عام 1988 وضعت الحكومة رسوماً لارتياد مدارسها، كما زادت هذه الرسوم باطراد لدرجة أنها الآن تتجاوز إلى حد كبير القيمة الحقيقية للتعليم في هذه المدارس. وتدير وزارة التربية والتعليم الزيمبابوية المدارس الحكومية، بينما يتم تقاضي الرسوم من المدارس الخاصة إلى الحكومة عن طريق مجلس الوزارء الزيمبابوي.
يتكون نظام التعليم في زيمبابوي من سنتين في مرحلة ما قبل المدرسة، و 7 سنوات في المرحلة الابتدائية، و 6 في مرحلة التعليم الثانوي قبل دخول الجامعة؛ ويمكن للطلاب الالتحاق بجامعات محلية أو جامعة خارج البلاد. العام الدراسي في زيمبابوي يمتد من يناير إلى ديسمبر وتقسم إلى ثلاثة فصول دراسية، ومجموع الإجازات السنوية للطلاب شهر واحد في السنة، فتكون الدراسة في المدارس ما مجموعه 40 أسبوعاً تقريباً. تكون الامتحانات العامة في المدارس في الفصل الدراسي الثالث في نوفمبر.
في زيمبابوي سبع جامعات حكومية عامة، وكذلك أربع جامعات ذات صلة بكنائس زيمبابوي والتي هي معتمدة دولياً بالكامل. وقد تم بناء جامعة زيمبابوي -وهي أول وأكبر جامعة زيمبابوية- عام 1952، وتقع في إحدى ضواحي العاصمة هراري.
التعليم في البلاد أصبح تحت التهديد منذ التغييرات الاقتصادية التي بدات عام 2000، مما أدى إلى إضراب المعلمين عن العمل بسبب تدني الأجور، والطلاب غير قادرين على التركيز بسبب الجوع وارتفاع ثمن الزي المدرسي مما جعل هذا المعيار ترفاً. كان المعلمين من الأهداف الرئيسية لهجمات الرئيس موجابي، لأنه كان يعتقد -بحسب المصادر- أنهم ليسوا من مؤيدينه.

## الإعلام
وسائل الإعلام الزيمبابوية بشكل عام مقيدة بشدة من قبل الحكومة في السنوات الأخيرة، وخاصة خلال الأزمة الاقتصادية والسياسية المتنامية في البلاد. على الرغم من أن الدستور الزيمبابوي يدعم حرية الإعلام والتعبير، ولكن التدخل السياسي تؤدي إلى تنفيذ قوانين صارمة ضد حرية تعبير وسائل الإعلام. في تقريرها لعام 2009؛ صنّفت مراسلون بلا حدود ترتيب وسائل الإعلام الزيمبابوية الرسمية رقم 151 من أصل 173. وتحظر الحكومة الزيمبابوية أيضاً العديد من محطات الإذاعة الأجنبية في زيمبابوي، بما في ذلك هيئة الإذاعة البريطانية (منذ عام 2001) وسي إن إن وسي بي سي وسكاي نيوز والقناة الرابعة البريطانية وهيئة الإذاعة الأمريكية وهيئة الإذاعة الأسترالية وفوكس نيوز. كما تم منع وكالات الأنباء والصحف من غيرها من الدول الغربية وجنوب أفريقيا من العمل داخل البلاد. في يوليو عام 2009؛ فتحت الحكومة الباب لهيئة الإذعة البريطانية وال (سي إن إن) ليكونوا قادرين على استئناف نشاطتهم والإبلاغ عنها قانوناً وعلناً في زيمبابوي. رحّبت سي إن إن بهذه الخطوة. وذكرت وزارة الإعلام الزيمبابوية أن «الحكومة لم تحظر نشاطات قانونية لل (بي بي سي ) داخل زيمبابوي». رحبت بي بي سي أيضا هذه الخطوة وأعلنت: «نحن مسرورون لتمكنّا من العمل بشكل علني في زيمبابوي مرة أخرى».
وكالات الأنباء المملوكة للقطاع الخاص في البلاد اعتادت على التشارك في العمل، فمنذ عام 2002 صدر قانون الحصول على المعلومات وقانون حماية الخصوصية، وأغلقت عدداً من وكالات الأنباء من قبل الحكومة، بما في ذلك صحيفة الأخبار اليومية (بالإنجليزية: The Daily News)، ولذلك حاول المدير المنتدب بالجريدة إحداث نفوذ مؤثر في زيمبابوي، ونتيجة لذلك تم نفيه خارج البلاد فأنشأ العديد من المؤسسات الصحفية في كل من البلدان المجاورة والبلدان الغربية عن طريق الإنترنت موجهة لزيمبابوي؛ لأنه لا قيود على الإنترنت حتى الآن، وسمح ذلك لتوسيع أفق الكثير من الزيمبابويين للإطلاع على الأخبار من وجهات نظر متعددة من خلال الوصول إلى مواقع الأخبار على الإنترنت التي أنشأتها الصحفيين المنفيين. مراسلون بلا حدود تزعم أن البيئة الإعلامية في زيمبابوي تنطوي على «المراقبة والتهديد والسجن والرقابة والابتزاز وإساءة استخدام السلطة وإساءة استخدام العدالة، وذلك للحفاظ على سيطرة الحكومة على الأخبار».
في عام 2010؛ تم تأسيس هيئة الإعلام الزيمبابوية بعد تشكيل حكومة تقاسم السلطة. في مايو 2010؛ رخصت الهيئة ثلاث صحف مملوكة للقطاع الخاص الجديد، منهم صحيفة الأخبار اليومية (بالإنجليزية: The Daily News) المحظورة سابقاً. مراسلون بلا حدود وصف القرارات بأنها «تقدماً كبيراً». وفي يونيو 2010؛ ظهرت أول صحيفة يومية مستقلة في زيمبابوي منذ سبع سنوات خلت.

## الثقافة
زيمبابوي لديها العديد من الثقافات المختلفة والتي قد تشمل المعتقدات والطقوس، واحد منهم هي ثقافة الشونا، وهي ثقافة أكبر مجموعة عرقية في زيمبابوي.

### الفنون والآداب
تشمل الفنون التقليدية في زيمبابوي صناعة الفخار وصناعة السلال والمنسوجات والمجوهرات والنحت. ومن بين الصفات المميزة لهذه المصنوعات أنها منقوشة بشكل متناسق والسلال المنسوجة والكراسي المنحوتة من قطعة واحدة من الخشب. أصبحت منحوتات الشونا من المنحوتات العالمية الشهيرة في السنوات الأخيرة بعد أن ظهرت لأول مرة في عقد الأربعينيات من القرن العشرين. يتم عمل معظم هذه المنحوتات من أشكال الطيور المنمقة ومن الشخصيات البشرية وغير ذلك مع الصخور الرسوبية مثل الحجر الأملس، وكذلك الصخور النارية الأكثر صلابة. كونها وجدت بعض من مثل هذه القطع في بلدان أخرى ولكنها أثرية، مثل سنغافورة والصين وكندا.

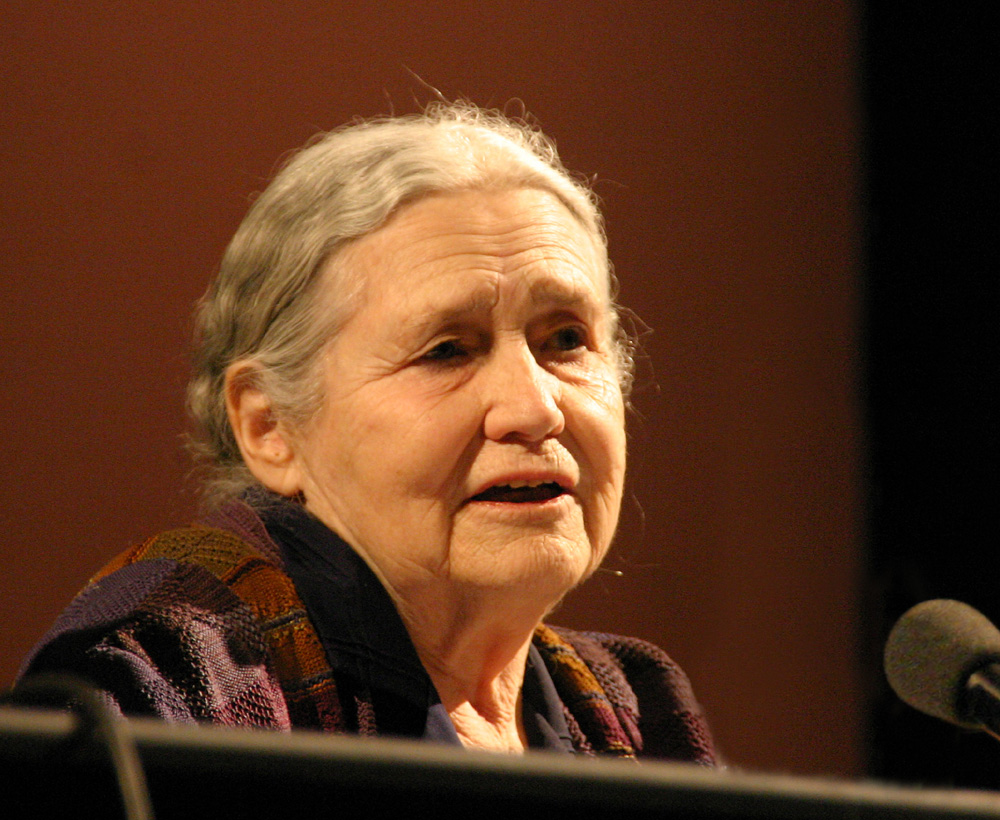
دوريس ليسينغ عام 2006.

النحت الخاص بشعب الشونا في جوهره عبارة عن مزيج يجمع بين الفولكلور الأفريقي مع التأثيرات الأوروبية. وهناك عدد من النحاتيين الزيمبابويين مشهورين حول العالم، مثل: نيكولاس ونسيبيرت وأندرسون موكوميرانوا، تابفوم جوستا، هنري مونياردزي. دولياً، أصبح للنحاتين الزيمبابويين تأثير على جيل جديد من الفنانين، خاصة النحاتين السود الأميركيين، وذلك من خلال التلمذة الحرفية المطولة مع النحاتين الرئيسيين في زيمبابوي. الفنانين المعاصرين مثل النحات النيويوركي الأمريكي سكوت جونسون والنحات الكاليفورني الأمريكي ألبانز رسل لدمج الجماليات الأفريقية والشتات الأفريقي التي تتجاوز المحاكاة المبسطة للفن الإفريقي من قبل بعض الفنانين السود من الأجيال السابقة في الولايات المتحدة.
يظهر بعض الكتاب المشهورين على الساحة الأدبية والمحلية في زيمبابوي وخارجها، مثل الكاتب تشارلز مونجوشي الذي اشتهر بكتابة القصص التقليدية باللغتين الإنجليزية والشونا بجانب قصائد شعرية طبعت وبيعت بشكل جيد بين كل من السود والبيض. كذلك حققت كاثرين بوكلي شهرة دولية بكتابيها «الدموع الأفريقية» «وما بعدها من دموع»، والذان يحكيان المحنة التي مرت بها البلاد تحت الإصلاح الزراعي عام 2000. رئيس وزراء روديسيا الراحل إيان سميث كتب أيضا كتابين «الخيانة العظمى» و«الحصاد المر». كتاب دامودزو ماريشيرا الذي سمّاه «بيت الجوع» فاز بجائزة في المملكة المتحدة في عام 1979. كذلك حازت دوريس ليسينغ على جائزة نوبل في الآداب عام 2007 عن أول رواياتها «العشب يغني».
هناك عدد من الفنانين المشهورين محلياً ودولياً مثل هنري مودزنغيريري ونيكولا موكومبيرانوا. ومن الملاحظ أن هناك موضوع متكرر في الفن الزيمبابوي وهو التحوّل من رجل إلى وحش. حقق بعض الموسيقيين الزيمبابويين مثل توماس مابفومو وأوليفر متوكودزي وأولاد بوندو وأوديوس متاوريرا شهرة عالمية.